# Paul Lorenz (Komponist)
Paul Lorenz (* 17. Februar 1969 in Brixlegg, Österreich) ist ein österreichischer Komponist, Dirigent und Musikproduzent. Er komponierte mehr als 500 Musikstücke, zahlreiche Chor- und Orchesterwerke, Musicals, Violinkonzerte und Solostücke und wurde mit zahlreichen Platin und Goldenen Schallplatten ausgezeichnet.

## Werdegang
Während seiner Ausbildung am Musikgymnasium Innsbruck studierte Paul Lorenz Violine, Klavier, Chor, Orchester und Komposition am Konservatorium Innsbruck. Im Jahr 1996 gründete er seine Musikfirma Lorenz Music. Das angeschlossene Tonstudio, der Verlag und sein Plattenlabel wurden mehrfach international ausgezeichnet.

## Diskografie
Alben
- Violin's Greatest Charthits, 2020
- Bach Cello Suite No. 1 Recomposed (feat. Lydia Alonso), 2021
- Violin Concerto No. 2, 2023
- feelslikeimfallinginlove (Violin Remix), 2024

## Werke (Auswahl)
- 2021: Queen of the Night. Das Musical (Libretto von Jeremy Sams) erzählt die Geschichte der weltberühmten Oper Die Zauberflöte. Es wurde mit Sängern der Londoner West-End-Theater in den Abbey Road Studios in London aufgenommen.
- 2022: Violin Concerto No. 2. Lorenz widmete das Werk der moldawisch-rumänischen Geigerin Alexandra Tirsu. Das Violinkonzert mit drei Sätzen behandelt ein Trauma, das Lorenz mit Tirsu verbindet – den frühen Verlust der Vaterfigur. Insbesondere im zweiten Satz, den Lorenz als „Seele des Konzertes“ betitelt, wird dem ewigen Streben nach harmonischer Geborgenheit im Leben Ausdruck verliehen. Die wiederkehrende Tonfolge b-a-b-a (Papa) ist in diesem Satz dominierend. Die Uraufnahme und Ersteinspielung erfolgte durch das London Symphony Orchestra unter der Leitung von Donato Cabrera in den Abbey Road Studios London.